# Opaka (województwo podkarpackie)
Opaka – wieś w Polsce położona w województwie podkarpackim, w powiecie lubaczowskim, w gminie Lubaczów.
W latach 1975–1998 wieś administracyjnie należała do województwa przemyskiego.

Wierni Kościoła rzymskokatolickiego należą do parafii św. Stanisława Biskupa w Lubaczowie.

## Części wsi
| SIMC    | Nazwa     | Rodzaj     |
| ------- | --------- | ---------- |
| 0606323 | Kamienna  | część wsi  |
| 0606330 | Tuczarnia | część wsi  |
| 0606346 | Żuki      | przysiółek |

Wieś starostwa niegrodowego lubaczowskiego na początku XVIII wieku.
W II Rzeczypospolitej wieś w powiecie lubaczowskim województwa lwowskiego. W latach 1941–1945 nacjonaliści ukraińscy z OUN-UPA zamordowali tutaj 9 Polaków, w tym Piotra Łukasiewicza, kierownika szkoły powszechnej.
Najważniejszym zabytkiem wsi była dawna cerkiew greckokatolicka pw. Narodzenia NMP, wzniesiona w 1756 r. Gruntownie przebudowana w 1896 r. (nowy babiniec oraz nowe sanktuarium z zakrystią, przekrycie pomieszczeń pozornymi sklepieniami i dachami kopułowymi) Po 1947 r. przejęta przez Skarb Państwa, nieużytkowana. W 1998 r. częściowo uszkodzona w wyniku pożaru. Cerkiew była przykładem nawarstwiania się na tradycyjne rozwiązanie przestrzenne nowych, typowych dla XIX w. form cerkiewnej architektury drewnianej. Zespół cerkiewny posiadał obronne położenie. Od zachodu usytuowana była drewniana dzwonnica-brama, wzniesiona koło 1898 r.
Cerkiew spłonęła całkowicie w nocy z 7 na 8 sierpnia 2003.